# 腺叶素馨
腺叶素馨（学名：Jasminum wangii）是木犀科素馨属的植物。分布在中国大陆的云南等地，生长于海拔400米至1,400米的地区，多生在峡谷中以及混交林中，目前尚未由人工引种栽培。

## 别名
王氏素馨（植物分类学报） 滇南素馨（云南种子植物名录）